# Brandt Bronico
Brandt Bronico (Westminster, 1995. június 20. –) amerikai labdarúgó, a Charlotte középpályása.

## Pályafutása
Bronico az amerikai Maryland államban azon belül is Westminster városában született. Az ifjúsági pályafutását a North Carolina Fusion akadémiájánál kezdte.
2013 és 2016 között U23-as korosztályú csapatokban szerepelt. 2017-ben mutatkozott be az első osztályban szereplő Chicago Fire felnőtt csapatában. Először a 2017. március 11-ei, Real Salt Lake elleni mérkőzés 85. percében Nikolics Nemanja cseréjeként lépett pályára. A 2017-es szezonban kölcsönben a Tulsánál. Első gólját 2018. július 15-én, a Dallas ellen 3–1-re elvesztett találkozón szerezte.
2020. december 18-án két éves szerződést kötött az újonnan alakult Charlotte együttesével. A 2021-es szezonban a másodosztályú Charlotte Independence csapatát erősítette kölcsönben. 2022. február 27-én, a DC United ellen 3–0-ra elvesztett mérkőzésen debütált a klub színeiben.

## Statisztikák
2022. október 1. szerint
| Klub                                | Szezon   | Osztály          | Bajnokság | Bajnokság | Kupa  | Kupa | Nemzetközi | Nemzetközi | Összesen | Összesen |
| Klub                                | Szezon   | Osztály          | Meccs     | Gól       | Meccs | Gól  | Meccs      | Gól        | Meccs    | Gól      |
| ----------------------------------- | -------- | ---------------- | --------- | --------- | ----- | ---- | ---------- | ---------- | -------- | -------- |
| Chicago Fire                        | 2017     | MLS              | 4         | 0         | 0     | 0    | —          | —          | 4        | 0        |
| Chicago Fire                        | 2018     | MLS              | 23        | 1         | 4     | 0    | —          | —          | 27       | 1        |
| Chicago Fire                        | 2019     | MLS              | 29        | 1         | 1     | 0    | 1          | 0          | 31       | 1        |
| Chicago Fire                        | 2020     | MLS              | 10        | 0         | 0     | 0    | —          | —          | 10       | 0        |
| Chicago Fire                        | Összesen | Összesen         | 66        | 2         | 5     | 0    | 1          | 0          | 72       | 2        |
| Tulsa (kölcsönben)                  | 2017     | USL              | 8         | 0         | 0     | 0    | —          | —          | 8        | 0        |
| Charlotte Independence (kölcsönben) | 2021     | USL Championship | 33        | 1         | 0     | 0    | —          | —          | 33       | 1        |
| Charlotte                           | 2022     | MLS              | 33        | 1         | 3     | 0    | —          | —          | 36       | 1        |
| Összesen                            | Összesen | Összesen         | 140       | 4         | 8     | 0    | 1          | 0          | 149      | 4        |